# Oh No, It's GBH Again
Oh No, It's GBH Again è un'EP del gruppo Hardcore punk Charged GBH.

## Tracce
1. Malice In Wonderland
2. Lost In The Fog
3. Get Out Of The City
4. Company Of Wolves

## Formazione
- Colin Abrahall  - voce
- Colin Blyth - chitarra
- Ross Lomas - basso
- Andrew Williams - batteria